# Allegoria dei cinque sensi
Allegoria dei cinque sensi è un dipinto del pittore settecentesco Sebastiano Ceccarini.

## Storia e descrizione
Questo ritratto collettivo di cinque bambini, appartenenti ad una nobile famiglia di area romana, fu reso noto al pubblico degli esperti nel 1964 da Andrea Busiri Vici, in uno studio sul pittore marchigiano Sebastiano Ceccarini. Busiri Vici fu colpito dal significato allegorico del dipinto, che rappresenta i cinque sensi: il ragazzino che annusa il garofano è l'olfatto, la fanciulla che mangia il biscotto è il gusto, l'altra bambina che si guarda allo specchio è la vista, la bimba che si aggiusta l'orecchino è il tatto e il bambino che suona la spinetta rappresenta l'udito.

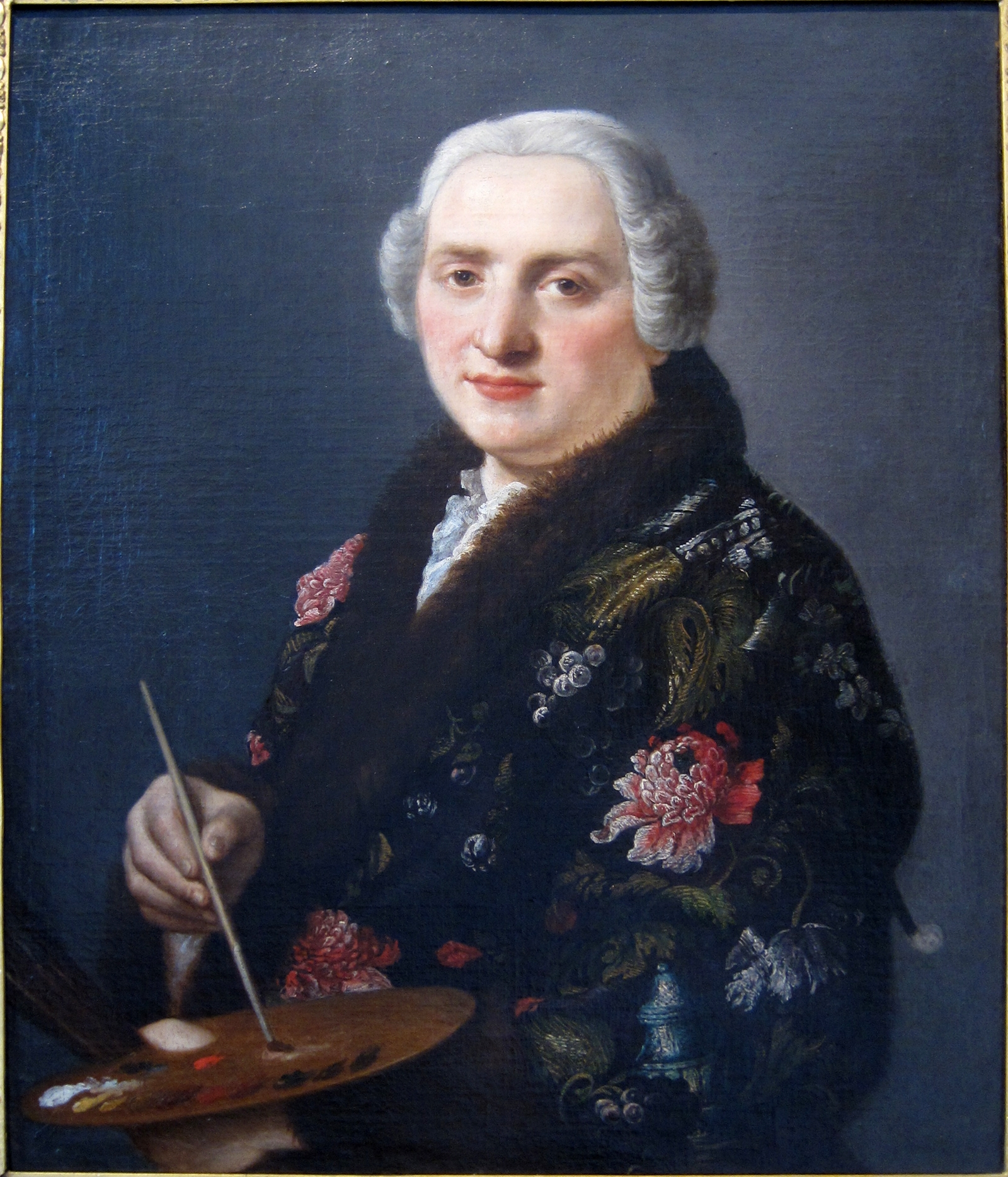
Sebastiano Ceccarini Autoritratto, (Ajaccio)

Se l'attribuzione all'autore è certa (sono presenti la firma e la data), se suggestiva è l'interpretazione allegoria, è invece complessa l'individuazione dei bambini del ritratto, perché non si conosce la provenienza originaria della tela che è priva di identificazioni araldiche.
La storica dell'arte Fiorella Pansecchi, in uno studio del 1984 sul pittore marchigiano, avanzò l'ipotesi che il dipinto fosse proprio il quadro rappresentante ritratti della famiglia Marescotti, di Sebastiano Ceccarini, che era stato presentato nel 1750 ad una mostra dei Virtuosi al Pantheon.
Il principe Alessandro Ruspoli (1708-1779) ebbe da Prudenza Marescotti Capizucchi sei figli: Marianna c. 1749, Maria Isabella 1750?, Francesco 1752, Giacinta 1753, Bartolomeo 1754 e Lorenzo 1755. Nati fra il 1749 e il 1755, non possono essere quindi i fanciulli ritratti nel 1748. Le loro date di nascita sono anche incompatibili con quella dell'esposizione del dipinto. I cinque bambini potrebbero invece essere i rampolli della famiglia Muti Bussi. Don Giulio Bussi sposò Cecilia Muti, ultima esponente della nobile famiglia, assumendo per la propria discendenza il doppio cognome Muti Bussi. La famiglia fu accolta nella nobiltà romana nel 1746. Il dipinto potrebbe quindi contenere una allegoria del cognome Muti, poiché l'udito, identificato attraverso la musica, è al centro della scena, verso cui convergono tutti i bambini. 
Fu successivamente ipotizzato che i bambini appartenessero alla famiglia Ruspoli Marescotti, nelle persone dei figli di Orazio Marescotti, I principe di Parrano.
I cinque fratellini, in elegante ma naturale posa di tre quarti, hanno sguardo attento e sicuro. Indossano abiti fastosi di broccato, o di velluto di seta, a tinte delicate o a fiori. Il pittore ha dato particolare risalto alla morbidezza dei gesti, alle acconciature, all'armonia delle proporzioni.
La rotondità e la dolcezza del visetto della bambina che porta alle labbra un biscotto, il gusto della sua veste, i garofani rossi nel vaso hanno suggerito un confronto fra il dipinto Allegoria dei cinque sensi e l'Autoritratto di Sebastiano Ceccarini.

## Esposizioni
- 2000, I sensi e le virtù Palazzo Ducale (Pesaro)[5] (I cinque bambini sono identificati come appartenenti alla casa Muti Bussi)
- 2005-2006, Il Settecento a Roma,  Palazzo Venezia (Roma)[6]
- 2008, Ritratto barocco. Ritratti del '600 e '700 nelle raccolte private, Villa d'Este (Tivoli)[7]
- 2016-2017, I Tesori Nascosti,  Basilica di Santa Maria Maggiore alla Pietrasanta (Napoli)[8] (I cinque bambini sarebbero figli del principe Marescotti Di Parrano)
- 2017-2018, Da Giotto a De Chirico - I Tesori Nascosti, Castello Ursino (Catania).